# Joseph Bonnemain
Joseph Maria Bonnemain (ur. 26 lipca 1948 w Barcelonie) – szwajcarski duchowny katolicki, biskup Chur od 2021.

## Życiorys
Szkołę podstawową i średnią ukończył maturą w Hiszpanii (1967). Następnie przeprowadził się do Szwajcarii, gdzie studiował medycynę na Uniwersytecie w Zurychu. Studia ukończył doktoratem. W roku 1975 kontynuował studia filozofii i teologii w Rzymie. Święcenia kapłańskie otrzymał 15 sierpnia 1978 z rąk kardynała Franza Königa z inkardynacją do Prałatury Opus Dei. Swoją mszę prymicyjną odprawił w parafii św. Antoniego w Zurychu (Zürich-Hottingen). Następnie pracował jako duszpasterz środowisk wiejskich oraz studenckich regionu Nawarry. W roku 1980 uzyskał licencjat z prawa kanonicznego na Uniwersytecie Nawarry.
Od 1981 był sędzią sądu biskupiego diecezji Chur. W latach 1983–1991 był członkiem delegacji Stolicy Świętej przy Światowej Organizacji Zdrowia w Genewie. W 2003 został włączony do grona kanoników katedralnych Chur, a w 2008 został członkiem Rady Biskupiej. W 2009 otrzymał godność Kapelana Jego Świątobliwości.
15 lutego 2021 papież Franciszek mianował go ordynariuszem diecezji Chur. Sakry biskupiej udzielił mu 19 marca 2021 kardynał Kurt Koch.